# Michael Mooney
Michael Mooney (Nova Iorque, 14 de maio de 1930 — Washington, D.C., 7 de setembro de 1994) foi um velejador estadunidense, campeão olímpico. Ele competiu nos Jogos Olímpicos de Verão de 1948 na classe 6 Metre e conquistou a medalha de ouro a bordo do Uanoria com Herman Whiton, James H. Smith Jr., Alfred Loomis e James Weekes.
Mooney se formou na Universidade de Princeton e depois serviu o Exército dos Estados Unidos. Após o serviço militar, trabalhou como autor e publicou oito livros, incluindo cinco romances.